# مقاطعة أسانت أكيم الشمالية المحلية
مقاطعة أسانت أكيم الشمالية المحلية (بالإنجليزية: Asante Akim North Municipal District)‏ هي district of Ghana تقع في غانا في Konongo. يقدر عدد سكانها بـ — نسمة ومساحتها 1,462 كم2 .